# Horná Lehota
Horná Lehota (węg. Felsölehota, od 1899 Felsővágásra) – wieś na północy Słowacji, w powiecie Dolny Kubin, w historycznym rejonie Orawa.

## Położenie
Miejscowość położona jest nad rzeką Orawą, na Pogórzu Orawskiem (Oravská vrchovina). Przez miejscowość biegnie droga krajowa nr 59.

## Zarys historii
Obecna wioska swój początek ma w osadzie Lehota, która istniała na tym terenie prawdopodobnie w XIV wieku (obecnie jej część – Dolna Lehota, jest przysiółkiem Orawskiego Podzamcza). Jej mieszkańcy pełnili różne funkcje służebne w Zamku Orawskim.
W 1420 pojawia się pierwsza wzmianka pisemna o Lehocie (słowo lehota pochodzi od ulg w terminowych daninach), która wtedy była jeszcze jedną wsią. Dopiero dokument z 1547 wspomina o wsi Horná Lehota – miał się tutaj mieścić folwark. W 2. połowie XVI wieku właściciel dóbr orawskich Franciszek Thurzo przekazał wieś szlachcicowi Janowi Abaffyemu, kapitanowi na Zamku Orawskim.
Rodzina Abaffy pod koniec XVI wieku postawiła w Lehocie renesansowy kasztel oraz kościółek (w XVIII w. przebudowany w stylu barokowym). W tym czasie we wsi było tylko 7 domów, w tym jeden opuszczony. W 2. połowie XVIII wieku wybudowano drugi kasztel. W niespokojnym okresie wojen z Turkami i powstań antyhabsburskich przez miejscowość wielokrotnie przechodziło wojsko – właściciele tej strategicznie położonej wsi domagali się od państwa odszkodowania, a ludność uciekała w pobliskie lasy.
W 1778 mieszkało we wsi 328 osób w 72 domach (w tym 5 rodzin ziemiańskich). W 1797 podczas burzy od pioruna zapaliły się liczne zabudowania. W XIX wieku liczba mieszkańców przekroczyła 500 osób, ale od 1870 zaczęła powoli spadać – przyczyną były epidemia oraz emigracja zarobkowa do Stanów Zjednoczonych. Niektórzy z mieszkańców wracali i wykupywali ziemię od rodziny Abbaffy, którzy od 1892 wyprzedawali majątek. W 1908 kolejny, wielki pożar zniszczył wieś – spłonęło 21 budynków z zabudowaniami gospodarczymi oraz szkoła. W 1910 w Lehocie mieszkały tylko 484 osoby w 120 domach. Liczbę 500 mieszkańców przekroczono ponownie dopiero po II wojnie światowej.

## Nazwy miejscowości w przeszłości
W 1420 miejscowość była wspomniana jako Lehotha. Kolejne nazwy to: Lehota Horny (1547), Lehota Maior (1549), Felseo Lehottka (1582), Lehôtka (1920); po węgiersku Felsölehota i Felsővágásra (w okresie intensywnej madziaryzacji od 1899). Obecna nazwa Horná Lehota obowiązuje od 1927.

## Zabytki i atrakcje
- kościół św. Trójcy z 1627, obecnie barokowy.
- renesansowy kasztel, uważany za najdalej wysunięty na północ przykład renesansu włoskiego.
- kasztel z XVIII wieku.
- kapliczka z końca XVII wieku.
- drewniane domy zrębowe, charakterystyczne dla regionu Orawy, z XIX wieku.
- w miejscowości znajduje się punkt początkowy spływu Orawą.